# Indonesische massamoord van 1965-66

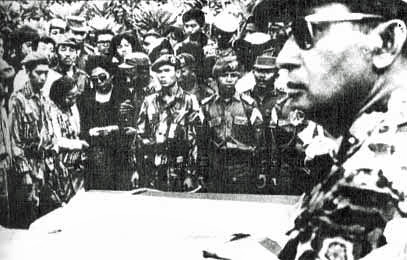
Soeharto (rechts) op de begrafenis van de bij de poging tot staatsgreep vermoorde generaals

De massamoord in Indonesië in 1965-66 was een anticommunistische zuivering die volgde op de mislukte staatsgreep door de zogenaamde 30 September-Beweging. De meest gangbare schatting van het aantal doden is 500.000 tot 1 miljoen. De zuivering was een keerpunt waarin de Communistische Partij van Indonesië (Partai Komunis Indonesia, PKI) werd vernietigd en Indonesië overging naar de "Nieuwe Orde"; president Soekarno werd vervangen door generaal Soeharto die, gesteund door het leger, tussen 1967 en 1998 als dictator de macht bleef uitoefenen.
De communisten kregen de schuld van de op 30 september 1965 gepleegde mislukte staatsgreep en werden vervolgens uit het sociale, politieke en militaire leven verbannen, terwijl de communistische partij werd verboden. De massamoorden begonnen veertien dagen na de staatsgreep, bereikten hun hoogtepunt aan het einde van het jaar, namen vanaf begin 1966 af en eindigden in maart. Ze begonnen in de hoofdstad Jakarta en verspreidden zich naar Centraal- en Oost-Java en later naar Bali. Duizenden soldaten en lokale milities vermoordden (vermeende) leden van de PKI.
De massamoord werd heimelijk gesteund door westerse regeringen, vooral de Verenigde Staten, Verenigd Koninkrijk en Australië. Zweden stuurde wapens en de CIA stuurde het leger een lijst van 5.000 (vermeende) communisten. Journalisten werd de toegang tot Indonesië ontzegd, zodat de westerse pers zich in haar berichtgeving vooral baseerde op de positieve verslagen van de westerse ambassades over de machtsovername door het leger en generaal Soeharto.
Volgens een bekend geworden geheim rapport van de Amerikaanse Central Intelligence Agency (CIA) valt de massamoord onder de "grootste massamoorden van de twintigste eeuw, samen met de Sovjetzuiveringen van de jaren 1930, de nazi-massamoorden tijdens de Tweede Wereldoorlog en het maoïstische bloedbad van de vroege jaren 50."

## Achtergrond
Soekarno's "geleide democratie" was gebaseerd op zijn Nasakom-filosofie; samenwerking tussen de nationalisten, religieuze leiders, en communisten. De groeiende invloed en de steeds militanter houding van, en Soekarno's steun voor, de Indonesische Communistische Partij (PKI) baarde zorgen bij moslims en militairen. De spanning in het land groeide in een rap tempo in de jaren 1960. Met ongeveer twee miljoen leden was de PKI de derde grootste communistische partij ter wereld. De assertieve pogingen van de partij om landhervormingen sneller door te voeren waren beangstigend voor landeigenaren en de moslim-geestelijken. Soekarno eiste van regeringsambtenaren dat zij zijn Nasakom-principes bestudeerden, evenals de marxistische filosofie. Soekarno ontmoette Zhou Enlai, de leider van Volksrepubliek China. Na deze ontmoeting besloot hij om arbeiders en boeren als een Vijfde Macht te bewapenen, naast het leger, de marine, de luchtmacht en de politie. Deze militie zou onder zijn persoonlijke leiding komen te staan. Hij bestelde in China wapens om deze militie mee te bewapenen. In een toespraak verklaarde hij dat hij alle revolutionaire groepen steunde, of ze nu nationalistisch waren, religieus of communistisch. Op een conferentie van de Niet-Gebonden Landen in Caïro in oktober 1964 verklaarde Soekarno dat hij van plan was om de Indonesische politiek verder naar links te sturen. Hij wilde op die manier de "reactionaire" elementen in het leger neutraliseren die volgens hem gevaarlijk waren voor de Indonesische revolutie.

## De staatsgreep

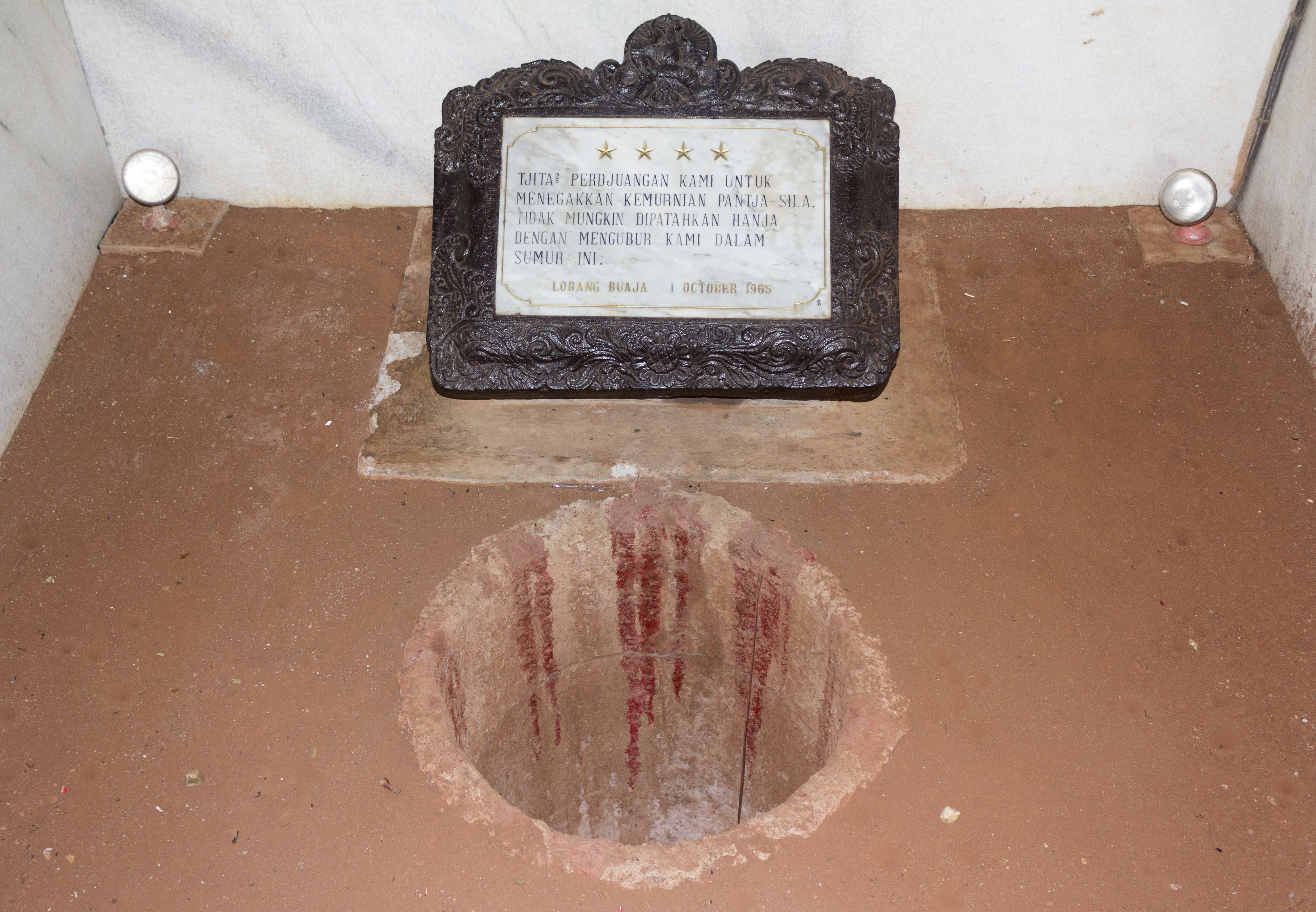
De put waarin de vermoorde generaals werden gegooid. Foto uit 2013

In de nacht van 30 september op 1 oktober 1965 werden zes generaals van het Indonesische leger vermoord door een groep die zich "30 September Beweging" noemde. President Soekarno weigerde partij te kiezen, waarop generaal Soeharto de macht na een dag van chaos overnam. Op 2 oktober had het leger volledige controle over de hoofdstad Jakarta en verklaarde Soeharto dat de staatsgreep van de 30 September Beweging was mislukt.
Op 5 oktober, de dag van de begrafenis van de generaals, werd door het leger een propagandacampagne tegen de PKI gestart. De nieuwe leiders publiceerden foto's van de vermoorde generaals en beweerden dat communisten, vooral vrouwen, hen hadden gemarteld, gecastreerd en de ogen uitgestoken. Latere lijkschouwingen hebben aangetoond dat dit verzinsels waren. Soekarno stelde op 9 oktober voor om de beweging van de mislukte staatsgreep Gestok te noemen, afkorting van Gerakan Satu Oktober – "De 1-oktober Beweging". De door het leger beheerse media negeerden dat en noemden de beweging Gestapu – een verwijzing naar de Gestapo, de wrede geheime staatspolitie van nazi-Duitsland. De perscampagne overtuigde zowel het Indonesische als het buitenlandse publiek ervan dat de moordenaars lafaards waren die Indonesische helden hadden vermoord om de Indonesische Revolutie te ondermijnen. Ontkenningen door de communistische partij hadden weinig effect. Spanningen die zich jarenlang bij de bevolking opgekropt hadden kwamen tot een uitbarsting.
Alhoewel de 30 September-Beweging niet meer dan twaalf mensen had vermoord, werd ze door Soeharto gepresenteerd als een nationale samenzwering die massamoord in de zin had. De miljoenen mensen die met de PKI waren verbonden, ook de ongeletterde boeren in afgelegen dorpen, werden afgeschilderd als moordenaars en medeplichtigen van de beweging. Begin 1966 stelden twee Indonesië-experts aan de Cornell-universiteit vast dat het leger de anticommunistische zuivering begon ruim nadat de 30 September-Beweging was ingestort. Tussen de mislukte staatsgreep en het begin van de zuivering waren drie weken verstreken zonder geweld of burgeroorlog, zoals het leger zelf toegaf. De formeel nog in functie zijnde president Soekarno protesteerde constant tegen de zuiveringen en merkte op dat het leger "een huis afbrandt om een rat te doden."
De Amerikaanse historicus John Roosa gelooft dat de individuen achter de 30-September-Beweging en de moord op de generaals inderdaad PKI-leden waren. Zij provoceerden het leger met hun roekeloze anti-militaire actie. Voor de VS en het Indonesische leger was deze provocatie een welkome gelegenheid tot voor het plegen van een staatsgreep tegen het Soekarno-regime. De historicus John Roosa analyseert de toenmalige politieke situatie aldus:

Tussen 1958 en 1965 werd het leger door de VS opgeleid, betaald, geadviseerd en bewapend, precies zodat het zich in een staat binnen een staat kon veranderen. ... In de maanden voor oktober wilden de VS en het leger dat er een incident als de 30 September Beweging zou plaatsvinden. Ze waren bezig de omstandigheden daarvoor te creëren en bereidden zich voor om ermee om te gaan. Eisenhower en de Dulles-broers – Allen aan het hoofd van de CIA en John Foster aan het hoofd van de State Department – zagen alle nationalistische Derde-Wereld-leiders die neutraal wilden blijven in de Koude Oorlog als marionetten van het communisme. Volledig overtuigd van hun recht om buitenlandse leiders te kiezen, hadden Eisenhower en de Dulles-broers herhaaldelijk geheime CIA-operaties gebruikt om zulke leiders omver te werpen: Mossadegh in Iran in 1953, Arbenz in Guatemala in 1954, en Souvanna Phouma in Laos in 1960. De Dulles-broers zagen Soekarno als de zoveelste uit de pas lopend figuur die van het wereldtoneel moest worden verwijderd.

## Politieke zuivering
Het leger verwijderde hoge politieke en militaire leiders die ervan verdacht werden te sympathiseren met de PKI. Het parlement en het kabinet werden gezuiverd van Soekarno-aanhangers. PKI-leiders werden gearresteerd en sommigen van hen werden ter plekke terechtgesteld. Het leger organiseerde demonstraties in Jakarta. Op 8 oktober brandde het hoofdkwartier van de PKI af. Er werden anticommunistische jongerengroepen gevormd. In Jakarta en op West-Java werden meer dan 10.000 PKI-activisten en –leiders gearresteerd, onder wie de beroemde schrijver Pramoedya Ananta Toer. De voorzitter van de PKI, Dipa Nusantara Aidit werd terechtgesteld op 22 november, vlak na hem volgde eerste vicevoorzitter M. H. Lukman. Een andere belangrijke PKI-leider, Njoto, werd op 6 november ter dood gebracht.
De eerste doden vielen bij fysieke confrontaties tussen het leger en de PKI-aanhangers, inclusief eenheden van het Indonesische leger die de PKI steunden en zich probeerden te verzetten. Een begin van een communistisch geleide opstand op Centraal-Java werd door troepen van Soeharto de kop ingedrukt. Het verzet was niet massaal, alhoewel sommigen, zoals generaal Supardjo, zich nog enkele weken teweer bleven stellen.

## De massamoorden
De massamoorden begonnen in oktober 1965 in Jakarta, verspreidden zich over Centraal- en Oost-Java en later naar Bali; op vele eilanden vonden moorden plaats op kleinere schaal, zoals op Sumatra. Sociale spanningen en grieven die al jarenlang leefden werden door het leger aangegrepen om op te treden, waarbij de communisten als de grote boosdoeners werden afgeschilderd. Veel burgers deden aan het moorden mee. De grootste moordpartijen vonden plaats op Centraal- en Oost-Java, waar de PKI het sterkst georganiseerd was. In sommige gevallen werden milities door het leger in het leven geroepen, opgeleid en voorzien van wapens. Op andere plaatsen waren milities al actief voor het leger verscheen, maar meestal begon het moorden niet voordat het leger daartoe fiat gaf. Eind oktober begonnen groepen fanatieke moslims aan het moorden mee te doen, ze vonden het hun plicht om Indonesië van het atheïsme te zuiveren.
De meeste PKI-leden verhulden hun lidmaatschap niet, waardoor ze vaak makkelijk te vinden waren. De Amerikaanse ambassade in Jakarta leverde het Indonesische leger een lijst van tot 5.000 verdachte communisten. Sommige PKI-leden organiseerden bloedige vergeldingen na moordpartijen, maar meestal was er geen verzet. Niet alle slachtoffers waren lid van de PKI. Leden van de linkervleugel van de Indonesische Nationalistische Partij werden vaak ook als 'communist' bestempeld.
De slachtingen waren een handmatig en persoonlijk gebeuren, in tegenstelling tot de mechanische methoden van de nazi's of de Rode Khmer. De methoden waren, onder meer, doodschieten, vierendeling, en onthoofding met zwaarden. Fanatieke moslims liepen soms rond met hoofden op stokken. Lijken werden geregeld in de rivier gegooid. Afgesneden penissen werden vaak achtergelaten. Na de moordpartijen bleven delen van dorpen leeg achter. De huizen werden vaak geplunderd en daarna aan militairen gegeven.
Alhoewel in incidentele gevallen het moorden doorging tot 1969, waren de slachtpartijen in maart 1966 grotendeels gestopt.

## Religie
Op Java kent men twee soorten islam: de Abangan, een combinatie van de islam en andere religies zoals Hindoeïsme en autochtone religies, en de Santri, de orthodoxe islam. Vele Abangan-gelovigen waren aanhangers van de PKI. Deze Abangan-communisten waren vooral het slachtoffer van de moordcampagnes. Overlevenden werden door de regering gedwongen zich tot christendom of orthodoxe islam te bekeren.

## Reactie van andere landen
De westerse regeringen zagen de moorden en zuiveringen als een overwinning op het communisme. Ze gaven duidelijk de voorkeur aan Soeharto en zijn "Nieuwe Orde" boven de steeds linkser wordende "Oude Orde" van Soekarno die steun zocht bij de PKI. Informatie over de aan de gang zijnde massamoorden werd door de westerse ambassades gecontroleerd. Journalisten was de toegang tot Indonesië ontzegd waardoor de media afhankelijk waren van officiële verklaringen van westerse ambassades. De Britse ambassade in Jakarta adviseerde bevriende instanties de volgende propagandathema's: "De wreedheid van de PKI bij het vermoorden van de zes generaals... De poging van de PKI om Indonesië over te nemen in opdracht van buitenlandse communisten ... De Britse steun aan het leger en Soeharto moet daarbij zorgvuldig worden verborgen."
Een kop in de Amerikaanse krant US News and World Report meldde: "Indonesië: Hoop.... waar eerst geen was." De Australische premier Harold Holt zei in de New York Times: "Nu er ongeveer 500.000 tot 1 miljoen aanhangers van het communisme zijn geneutraliseerd, kunnen we zeggen dat er in Indonesië een heroriëntatie heeft plaatsgevonden." De Amerikaanse oliemagnaat H.L. Hunt noemde de omwenteling in Indonesië de enige reden die Amerika had voor optimisme met betrekking tot de Koude Oorlog. Hij noemde het aftreden van Soekarno de "grootste overwinning voor de Vrijheid sinds de laatste beslissende slag van de Tweede Wereldoorlog." Time Magazine omschreef de vernietiging van de PKI als "Het beste nieuws uit Azië sinds jaren" en noemde Soeharto's regime "strikt grondwettig". Veel westerse media volgden de verklaringen van het Indonesische leger waarin de rol van de burgermilities werd benadrukt boven die van het leger, de georganiseerde aard van de moordpartijen werd doodgezwegen. Een journalist van de New York Times schreef een artikel met de titel "When a Nation Runs Amok" ("Als een natie amok maakt"), waarin hij uitlegde dat het grootschalige moorden het westen niet hoefde te verbazen, aangezien het plaatsvond in "Het gewelddadige Azië, waar een leven weinig waard is." "Een triomf voor de westerse propaganda," noemde Robert Challis, een BBC-verslaggever, de verslaggeving later.
Howard Federspiel, een medewerker van de State Department, zei over de houding van de Amerikaanse regering: "Zolang het communisten waren, maakte niemand er zich druk over dat honderdduizenden werden afgeslacht." In de Verenigde Staten was Robert F. Kennedy de enige hooggeplaatste persoon die de massamoord veroordeelde. In januari 1966 zei hij: "We hebben ons uitgesproken tegen de onmenselijke slachtingen door de nazi's en de communisten. Maar zullen we ons ook uitspreken over het feit dat meer dan 100.000 vermoorde vermeende communisten geen daders zijn maar slachtoffers?"
Ook de Nederlandse regering maakte geen ernstig bezwaar tegen de massamoord in Indonesië. De opkomst van Soeharto ten koste van de oude antikoloniale vijand Soekarno werd gezien als een positieve ontwikkeling.
Andrej Sacharov, politiek dissident in de Sovjet-Unie noemde de massamoord een "tragische gebeurtenis" en "een extreem geval van reactionair optreden, militarisme en racisme". De officiële Sovjetreactie was echter terughoudend. Andere communistische staten leverden veel scherper kritiek. De Chinese regering noemde de massamoorden "Een gruwelijke en duivelse misdaad... zonder precedent in de geschiedenis." Een Joegoslavische diplomaat zei: "Zelfs als je de schuld van het Politburo [de leiderschap van de PKI] aanneemt, wat ik niet doe, zou dit dan genocide rechtvaardigen? Dood desnoods het Centraal Comité, maar dood geen 100.000 mensen die er niets van weten en er niets mee te maken hebben [met de 30 Septemberbeweging]." De regering van Noord-Korea noemde de regering van Soeharto een "militair fascistisch regime."
De VN vermeed het commentaar te leveren op de massamoord. Toen Soeharto met Indonesië als lid van de VN terugkeerde, was communistisch Albanië het enige land dat protesteerde.
Een geheim rapport van de CIA noemt de massamoord in Indonesië "Een van de grootste massamoorden van de twintigste eeuw, samen met de Sovjetzuiveringen van de jaren 1930, de nazi-massamoorden tijdens de Tweede Wereldoorlog en het maoïstische bloedbad van de vroege jaren 50. In dit opzicht is de staatsgreep in Indonesië een van de belangrijkste gebeurtenissen van de twintigste eeuw, veel belangrijker dan vele gebeurtenissen die veel meer aandacht hebben gekregen."